# Гландорф (Огайо)
Гландорф (англ. Glandorf) — селище (англ. village) в США, в окрузі Патнем штату Огайо. Населення — 969 осіб (2020).

## Географія
Гландорф розташований за координатами 41°1′38″ пн. ш. 84°4′44″ зх. д. / 41.02722° пн. ш. 84.07889° зх. д. (41.027132, -84.078936).  За даними Бюро перепису населення США в 2010 році селище мало площу 4,18 км², з яких 4,18 км² — суходіл та 0,00 км² — водойми.

## Демографія
Згідно з переписом 2010 року, у селищі мешкала 1001 особа в 340 домогосподарствах у складі 263 родин. Густота населення становила 239 осіб/км².  Було 351 помешкання (84/км²).
Расовий склад населення:
| - 98,3 % — білих - 0,8 % — азіатів |

До двох чи більше рас належало 0,8 %. Частка іспаномовних становила 1,6 % від усіх жителів.
За віковим діапазоном населення розподілялося таким чином: 28,6 % — особи молодші 18 років, 55,5 % — особи у віці 18—64 років, 15,9 % — особи у віці 65 років та старші. Медіана віку мешканця становила 38,8 року. На 100 осіб жіночої статі у селищі припадало 89,6 чоловіків;  на 100 жінок у віці від 18 років та старших — 91,7 чоловіків також старших 18 років.
Середній дохід на одне домашнє господарство  становив 76 920 доларів США (медіана — 67 639), а середній дохід на одну сім'ю — 88 436 доларів (медіана — 76 167). Медіана доходів становила 50 750 доларів для чоловіків та 37 361 долар для жінок. За межею бідності перебувало 2,2 % осіб, у тому числі 2,2 % дітей у віці до 18 років та 3,5 % осіб у віці 65 років та старших.
Цивільне працевлаштоване населення становило 460 осіб. Основні галузі зайнятості: виробництво — 32,0 %, освіта, охорона здоров'я та соціальна допомога — 26,7 %, будівництво — 10,9 %, роздрібна торгівля — 8,0 %.